# Berei Andor
Berei Andor, 1918-ig Berger Andor (Budapest, Terézváros, 1900. november 9. – Budapest, 1979. január 28.) kommunista politikus, közgazdász, egyetemi tanár. Az Új magyar lexikon szerkesztője, Andics Erzsébet férje, Farkas Vladimir apósa.

## Élete
Budapesten született, kispolgári családban Berger Jakab fakereskedő, ügynök és Eisler Berta gyermekeként. 1918-tól 1921-es letartóztatásáig bölcsészhallgató volt a budapesti, majd a bécsi tudományegyetemen. 1917-ben belépett az Magyarországi Szociáldemokrata Pártba, 1918-1919-ben ifjúmunkás-szervező volt. 1919 márciusában belépett a KMP-be.
A Tanácsköztársaság bukása után részt vett az illegális kommunista mozgalom újjászervezésében, amiért 1921-ben a statáriális bíróság tizenöt év fegyházra ítélte. 1922-ben fogolycserével a Szovjetunióba került, ahol a Kommunista Internacionálé Irodáján, majd annak Központi Apparátusában dolgozott, illetve a Nemzetközi Lenin Iskolában tartott előadásokat. 1934 és 1946 között a belga kommunista mozgalomban vezető funkciókat töltött be.
1946-ban tért haza Magyarországra. 1947 és 1948 között az Országos Tervhivatal első főtitkára, majd 1954-től az 1956-os forradalomig annak elnöke lett. 1948 és 1951 között a Külügyminisztérium politikai államtitkára, majd a külügyminiszter első helyettese volt. 1948 és 1956 között az MDP KV tagja. Az 1947-ben felállított, az MKP „gazdasági feladatainak” kidolgozására szerveződött bizottság, valamint a párt munkájának megjavítására alakított állandó bizottság tagja. 1948 és 1976 között – néhány év megszakítással – a közgazdaság-tudományi egyetem tanára.
1956. október 28-án feleségével, Andics Erzsébettel és más politikusokkal együtt Moszkvába vitték. Andics és Berei november 5-én Szolnokra érkeztek, ahol az Első Kádár-kormány tájékoztatási csoportjának vezetőiként a Szabad Népből Népszabadsággá lett lap szerkesztői voltak. A párt határozatának engedelmeskedve 1956. november 16-án feleségével együtt a Szovjetunióba távozott, ahol szovjet akadémiai intézetekben végzett kutatásokat. 1957 márciusában felvételt nyert az MSZMP-be, de csak 1958 áprilisában települhetett haza.
1958 és 1961 között az Új magyar lexikon főszerkesztője, ezen munkájáért Akadémiai-díjat kapott. 1962 és 1976 között a Kossuth Könyvkiadó Vállalat igazgatója volt. 1960-tól 1971-ig a közgazdaság-tudományi egyetem politikai gazdaságtan tanszékének vezetője, majd 1976-ig tanára volt. A Fiumei úti sírkertben, a nagy munkásmozgalmi parcellában temették el.

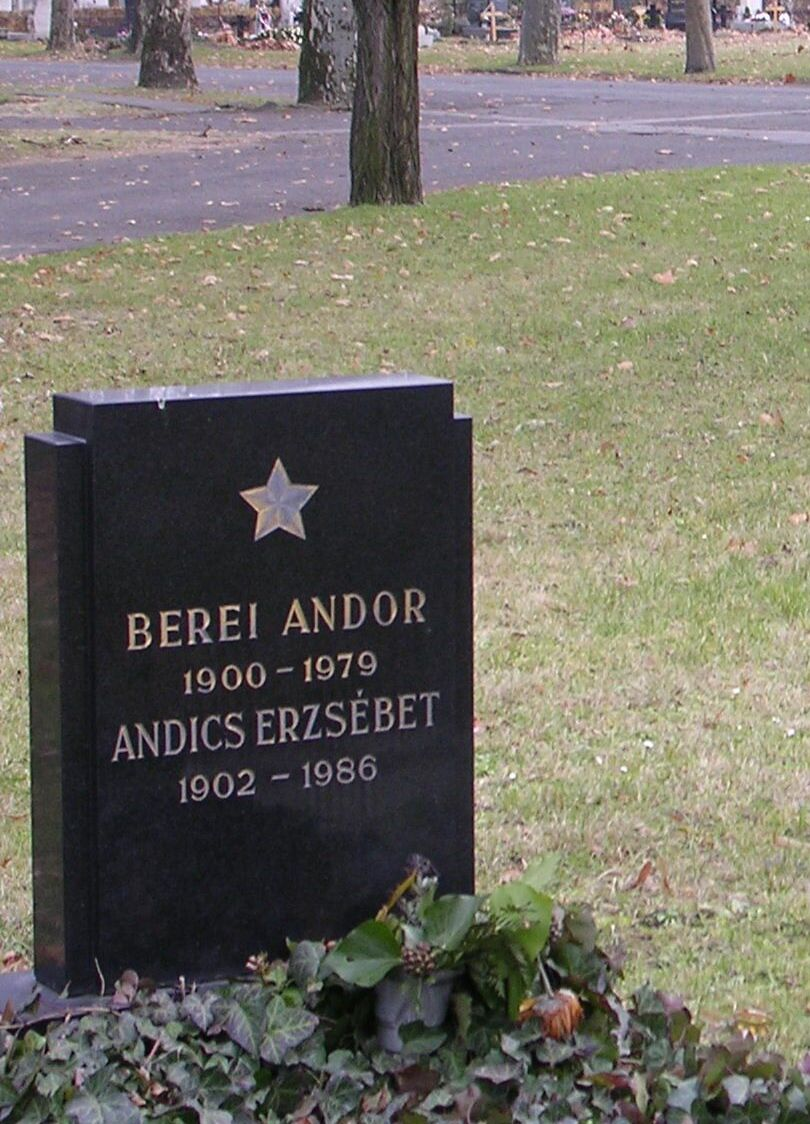
Sírja a Fiumei úti sírkertben (12-1-3)

## Művei
- A 3 éves terv és a kommunisták feladatai. Berei Andor előadása alapján; MKP Országos Oktatási Osztálya, Bp., 1947 (Oktatási füzetek Városi tanfolyam. Gyakorlati ismeretek)
- A 3 éves terv első esztendejének mérlege; Szikra, Bp., 1949
- Tervgazdaság 1949/50. 1-2. félév; Közgazdaságtudományi Egyetem, Bp., 1950
- A kínai népforradalom világtörténelmi jelentősége; Szikra, Bp., 1950 (A Magyar Dolgozók Pártja politikai akadémiája)
- Népgazdaság tervezése 2. félév; Tankönyvkiadó 2. Jegyzetsokszorosító, Bp., 1951 (Közgazdaságtudományi Egyetem jegyzetei)